# 1989年戈尔巴乔夫访华
戈尔巴乔夫访华、1989年中苏峰会，是指1989年5月15日至18日，应中共中央政治局委员、中国国家主席杨尚昆的邀请，苏共中央总书记米哈伊尔·谢尔盖耶维奇·戈尔巴乔夫偕夫人对中华人民共和国进行正式访问。这是自1959年苏共中央第一书记赫鲁晓夫访华以来苏联最高领导人对中国的第一次访问。期间除了中国国家主席杨尚昆外，戈尔巴乔夫还会见了中共中央总书记赵紫阳、中国国务院总理李鹏和中共中央军委主席邓小平。

## 经过
1989年5月15日，戈尔巴乔夫以苏联最高领导人（苏共中央总书记）的身份正式访华，其夫人赖莎·马克西莫芙娜·戈尔巴乔娃，苏共中央政治局委员、外交部长爱德华·谢瓦尔德纳泽，负责国际政策的苏共中央政治局委员、中央书记处书记亚历山大·尼古拉耶维奇·雅科夫列夫，苏联部长会议第一副主席兼国家计委主席尤里·马斯柳科夫和卫生部部长叶夫根尼·恰佐夫也随访华。
因为当时通常欢迎国家元首国事访问的天安门广场被示威学生占领，戈尔巴乔夫的欢迎仪式是在北京首都机场举行的。出席欢迎仪式的有国家主席杨尚昆、全国人大常委会副委员长彭冲、国务院副总理田纪云、吴学谦，外交部部长钱其琛和夫人。中国国家主席杨尚昆陪同戈尔巴乔夫检阅仪仗队。
5月16日上午，中共中央军委主席邓小平与戈尔巴乔夫进行了长达两个半小时的会晤，正式宣布中苏两国关系实现正常化。会面时邓小平指出：“中国人民真诚地希望中苏关系能够得到改善。我建议利用这个机会宣布中苏关系从此实现正常化。我们也宣布两党关系实现正常化。又指出：长期以来，我们面临的国际形势是非常严峻的，冷战和对抗的局面一直没有得到缓和。总的局势是军备竞赛，水涨船高。但是三年前我们已看到，美苏军备竞赛可能有一个转折，有一个解决的途径，美苏有可能由对抗转向对话。这就在中国人民面前提出了一个问题：中苏关系可不可以得到改善。出于这样的动机，才给你带信，时间过了三年多，我们才见面了。我们这次会见的目的是八个字：结束过去，开辟未来”。
5月16日下午，中国国务院总理李鹏在钓鱼台国宾馆同戈尔巴乔夫举行了正式会谈。李鹏说，我们不认为自由、民主、人权是资本主义国家的专利。社会主义国家也应是自由的、民主的，享有充分的人权。中国准备在政治改革中进一步完善这些方面。我们注意到戈尔巴乔夫的“新思维”，注意到“新思维”对许多重大问题作了新的评价。在谈到双边关系时，李鹏说，中国愿意积极发展中苏双边关系。中苏有7000多公里的共同边界，中苏应该发展睦邻关系。中苏发展经济合作存在着许多有利条件，在这方面有互补性。
5月16日晚间，中共中央总书记赵紫阳同戈尔巴乔夫会谈。赵紫阳说中苏关系在戈尔巴乔夫与邓小平会晤之后就已经正常化了，因为中共有正式决议，“在最重要的问题上，仍然需要邓小平同志掌舵。”此言论造成邓及其周边的人不满，认为赵紫阳在此国家动荡的时刻把邓推出去。
5月18日，《中苏联合公报》发表。当天上午，戈尔巴乔夫和夫人赖莎一行乘专机离京赴上海参观访问，下午13时抵达上海虹桥国际机场，此后在上海西郊賓館先后与时任中共上海市委书记江泽民、市长朱镕基会晤，午宴后到徐汇区普希金纪念碑献花，其后到闵行经济技术开发区参观访问，当天18时45分乘专机离沪，莫斯科时间18日晚间返抵伏努科沃國際機場后，告知在机场迎接的中国驻苏联大使馆临时代办张震“我们完成了一件大事……这次访问在各个方面都取得了成功，我们的关系进入了一个新的阶段”。